# El príncipe y yo
El Príncipe y yo (The Prince and Me en inglés), es una película estadounidense de 2004. Dirigida por Martha Coolidge, y protagonizada por Julia Stiles, Luke Mably, Ben Miller, con Miranda Richardson, James Fox, y Alberta Watson. A pesar de que su título recuerda a la película de El rey y yo, la película es una adaptación libre de El príncipe estudiante, un musical de 1954 de MGM, que a su vez es una adaptación de la opereta de 1924, El príncipe estudiante, que fue a su vez una adaptación del juego alemán, Alt Heidelberg.
La película se centra en Paige Morgan, una estudiante universitaria de pre-medicina en Wisconsin, que es perseguida por un príncipe haciéndose pasar por un estudiante universitario normal.
La película marca el regreso de Martha Coolidge a la pantalla grande tras una ausencia de siete años, y su servicio como la primera mujer presidente del Gremio de directores de Estados Unidos. También cuenta con un cameo de Eddie Irvine, un expiloto de Fórmula 1.

## Argumento
Paige Morgan (Julia Stiles) es una estudiante de pre-medicina en una universidad de Wisconsin.
El Príncipe de Dinamarca, Edvard (Luke Mably), por el contrario, elude sus deberes principescos (incluyendo la apertura de una reunión de gabinete) en lugar de competir con los coches deportivos.
Mientras ve la televisión después de una reunión de gabinete, Edvard ve un comercial para un reality show en Wisconsin llamado College Girls Gone Wild, donde hay chicos ebrios y chicas sin sostén. Después de reunirse con sus padres, el rey Haraald (James Fox), y la Reina Rosalind (Miranda Richardson), Edvard anuncia su intención de asistir a la universidad en los Estados Unidos específicamente, Nueva York. Aunque sus padres no quieren que se vaya, Edvard les dice que irá con o sin su consentimiento, y que él no quiere ninguna ayuda o dinero. El rey envía al asistente de Edvard, Søren (Ben Miller), de acompañante del viaje a Estados Unidos.
Cuando Edvard llega a la universidad, las órdenes de Søren son mantener su identidad en secreto, y lo llaman "Eddie". Además, su limusina casi golpea a Paige. Más tarde en un bar Eddie ve a Paige, de nuevo, en el que coquetea con ella. Eddie le pregunta a Paige si se puede quitarse la camisa, al igual que las chicas de College Girls Gone Wild. Paige enojada moja a Eddie con la manguera de beber, y los escoltas de Eddie (y Søren), vienen a su rescate en el bar. Después de quedarse sin dinero, Eddie consigue un trabajo en la sección de charcutería de la barra, incluso con Paige como referencia. Paige, de mala gana le ayuda durante su primer día. Eddie la invita a salir, pero ella se niega.
Después Eddie ayuda a Paige a aprender a interpretar a Shakespeare, Paige es incitada por un amigo a quien invitó a su casa para acción de gracias. Una vez allí, Eddie participa en una carrera de cortadora de césped, incluso superando a rivales de la familia Morgan. Sin embargo, se produce una pelea. Después de curar sus heridas, Eddie y Paige se besan.
De regreso a la escuela después de las vacaciones de acción de gracias, Eddie y Paige se escabullen a la colección de pilas para seguir un encuentro romántico. Una vez allí, los paparazzi daneses aparecen, comienzan a tomar fotografías y revelan su identidad real. Después de enfrentar a Eddie, Paige lo deja.
Al final del día, la madre de Eddie le informa que su padre está muy enfermo, que tiene que regresar. Mientras Paige se enfrenta a un grupo de profesores interrogándola sobre Shakespeare y el amor, se da cuenta de que le encanta Edvard y corre a buscarlo, solo para descubrir que él ya se fue a Dinamarca. Ella va tras él, y al llegar a Copenhague, su viaje se retrasa, ya que hay un desfile en honor a la familia real y todo está bloqueando. Paige es reconocida por la multitud, y Edvard la encuentra y la lleva al castillo a caballo.
La reina pone objeciones a la elección de Edvard de casarse con Paige, pero el rey le dice que si ama a Paige, debe casarse con ella. Edvard le propone y Paige acepta.
Paige lucha con ajustarse al estilo de vida de la realeza, sin embargo, la reina se enoja con ella. Durante el baile de coronación, Edvard y Paige se escabullen juntos. Después de estar sola, Paige recuerda su sueño de ser médico. Cuando regresa Edvard, ella le dice que no quiere renunciar a sus sueños, y que no puede ser reina. Y vuelve a Wisconsin y se gradúa de la universidad, donde ha sido aceptada en la Johns Hopkins School of Medicine.
Edvard llega después de la graduación, y admite que él estaría dispuesto a esperar para casarse con ella hasta que termine la escuela de medicina y logre sus sueños. Ella confiesa que Dinamarca no puede estar lista para una reina como ella, pero él dice que deberá estarlo.

## Elenco
- Julia Stiles es Paige Morgan.
- Luke Mably es Eddie, Príncipe Edvard.
- Ben Miller es Søren.
- Miranda Richardson es Reina Rosalind.
- James Fox es Rey Haraald.
- Alberta Watson es Amy Morgan.
- John Bourgeois es Ben Morgan.
- Zachary Knighton es John Morgan.
- Stephen O'Reilly es Mike Morgan.
- Elisabeth Waterston es Beth Curtis.
- Eliza Bennett es Princesa Arabella.
- Devin Ratray es Scotty.
- Clare Preuss es Stacey.
- Yaani King es Amanda.
- Eddie Irvine es Él mismo.
- Angelo Tsarouchas es Stu.
- Jacques Tourangeau es Profesora Amiel.
- Joanne Baron es Margueritte - Diseñadora Real.
- Stephen Singer es Profesor Begler.
- Sarah Manninen es Krista.
- Tony Munch es Keith Kopetsky.
- John Nelles es Race Announcer.
- Claus Bue es Arzobispo Lutheran.

## Banda sonora
The Prince and Me: Soundtrack es la banda sonora de la película El príncipe y yo, que salió a la venta el 30 de marzo de 2004 en Estados Unidos por Hollywood Records.

### Lista de canciones
1. "Everybody Wants You" - Josh Kelley
2. "Just a Ride" - Jem
3. "Fire Escape" - Fastball
4. "Man of the World" - Marc Cohn
5. "Calling" - Leona Naess
6. "Good Intentions" - Jennifer Stills
7. "I Hope That I Don’t Fall in Love with You" - Marc Cohn
8. "Symphony" - Jessica Riddle
9. "It Doesn’t Get Better Than This" - Katy Fitzgerald
10. "Freeway" - Scapegoat Wax
11. "Presidente" - Kinky
12. "Drift" - Forty Foot Echo
13. "Party" - The D4
14. "Bloodsweet" - Scapegoat Wax
15. "Separate Worlds" - Jennie Muskett[3]

## Recepción
Los críticos de cine le dieron comentarios mixtos y Rotten Tomatoes le dio 27% sobre la base de 116 comentarios dándole un  promedio "general" de calificación. Ellos describen la película como "poco suave, esponjosa, y previsible de cumplimiento de deseo". Metacritic informó que la película tenía una puntuación media de 47 sobre 100, sobre la base de 31 comentarios. David Sterritt de The Christian Science Monitor, dio a la película una buena revisión, declarando que la película era "muy atractiva, gracias a la actuación de buen humor y estilo de dirección de Martha Coolidge". Mientras tanto, Manohla Dargis de The Los Angeles Times criticó a la película, calificándola de "un desvío suavemente, castamente concebido y cuento de hadas gramaticalmente impugnado", USA Today comentó que El Príncipe y yo era global "con buenas intenciones, linda, dulce" pero que la película podría haber sido mejor con "una rareza un poco más y una fórmula un poco menos."

## Secuelas
La película fue seguida por una serie de secuelas en DVD, The Prince and Me 2: The Royal Wedding (2006), protagonizada por Mably y Kam Heskin, en 2008 su secuela; The Prince and Me 3: Royal Honeymoon, protagonizada por Chris Geere como Príncipe Edvard y Heskin como Paige. The Prince and Me 4: The Elephant Adventure fue lanzada en el Reino Unido en DVD el 15 de febrero de 2010 y el 23 de marzo de 2010 en Estados Unidos.